# 작용기

아세트산 벤질은 에스터 작용기(적색), 아세틸 작용기(진한 녹색 점선으로 둘러싸인) 및 벤질옥시 부분(진한 노란색 점선으로 둘러싸인)을 가지고 있다. 다른 부분도 만들어질 수 있다.

작용기(作用基, 영어: functional group)는 유기화학에서 분자들의 특징적인 화학 반응을 담당하는 분자 내의 특정 치환기 또는 부분이다. 관능기(官能基), 기능기(機能基), 기능원자단(機能原子團)이라고도 한다. 동일한 작용기는 작용기가 속한 분자의 크기에 관계없이 동일하거나 유사한 화학 반응을 겪게 된다. 이를 통해 화학 반응의 체계적인 예측, 화합물의 행동, 화학 합성의 설계를 가능하게 한다. 또한 작용기의 반응성은 근처의 다른 작용기에 의해 변할 수 있다. 유기 합성에서 작용기의 상호전환은 변환의 기본 유형 중 하나이다.
작용기는 작용기가 부착되는 물질에 관계없이 독특한 화학적 특성을 갖는 한 개 이상의 원자로 구성된 원자단이다. 작용기의 원자들은 공유 결합에 의해 서로 연결되며, 분자의 나머지 부분과도 연결되어 있다. 중합체의 반복되는 단위체의 경우, 작용기는 비극성 탄소 원자에 부착되어 탄소 사슬에 화학적 특성을 부여한다. 작용기도 하전될 수 있는데, 예를 들어 카복실산염(–COO−)은 분자를 다원자 이온 또는 복합 이온으로 변환시킨다. 배위 화합물에서 중심 원자에 결합하는 작용기는 리간드라고 불린다. 복합체 형성 및 용매화는 또한 작용기의 특정 상호작용에 의해 일어난다. 용해성을 야기하는 것은 공유 또는 상호작용하는 작용기들에 의한 것이다. 예를 들어, 설탕은 하이드록실기와 하이드록실기가 서로 강하게 상호작용하기 때문에 물에 녹는다. 또한 작용기가 이들이 부착된 원자보다 전기음성도가 더 큰 경우 작용기는 극성이 되고, 이들 작용기를 가지고 있는 비극성 분자는 극성이 되어 일부 수용성 환경에서 가용성이 된다.
유기 화합물의 명명을 위한 계통 명명법은 작용기의 이름과 모체 화합물인 알케인의 이름을 조합한 것이다. 전통적인 명명법에서 작용기가 결합된 탄소 다음의 첫 번째 탄소 원자를 α 탄소라고 부른다. 두 번째 탄소 원자를 β 탄소, 세 번째 탄소를 γ 탄소로 부른다. 탄소에 다른 작용기가 있는 경우, 그리스 문자로 명명될 수 있는데, 예를 들어 γ-아미노뷰티르산의 γ-아민은 카복실기에서부터 세 번째 탄소에 결합되어 있다. IUPAC 규약은 위치에 숫자 표기(예: 4-아미노부탄산)을 요구한다. 전통적인 이름에서 다양한 수식어들이 이성질체들을 표시하는 데 사용된다. 예를 들어, 아이소프로판올(IUPAC 이름: 프로판-2-올)은 n-프로판올(프로판-1-올)의 이성질체이다.

## 일반적인 작용기들
다음은 일반적인 작용기들의 목록이다. 화학식에서 기호 R과 R'는 보통 부착된 수소 또는 어떤 길이의 탄화수소의 곁사슬을 나타내지만, 때로는 임의의 원자단을 나타낼 수도 있다.

### 탄화수소
하이드로카빌(hydrocarbyl)이라고 불리는 작용기는 탄소와 수소만 가지고 있지만, 이중 결합의 수와 순서가 다양하다. 각각의 작용기는 반응성의 종류 및 범위에서 차이가 난다.
| 화합물 분류   | 작용기     | 화학식       | 구조식                           | 접두사    | 접미사              | 예                                                |
| ------------- | ---------- | ------------ | -------------------------------- | --------- | ------------------- | ------------------------------------------------- |
| 알케인        | 알킬기     | R(CH2)nH     | Alkyl                            | 알킬-     | -에인               | 에테인                                            |
| 알켄          | 알켄일기   | R2C=CR2      | Alkene                           | 알켄일-   | -엔                 | 에틸렌 (에텐)                                     |
| 알카인        | 알카인일기 | RC≡CR'       | {\displaystyle {\ce {R-C#C-R'}}} | 알카인일- | -아인               | {\displaystyle {\ce {H-C#C-H}}} 아세틸렌 (에타인) |
| 벤젠 유도체   | 페닐기     | RC6H5 RPh    | Phenyl                           | 페닐-     | -벤젠               | 쿠멘 (아이소프로필벤젠)                           |
| 톨루엔 유도체 | 벤질기     | RCH2C6H5 RBn | Benzyl                           | 벤질-     | 1-(치환기 명)톨루엔 | 브로민화 벤질 (1-브로모톨루엔)                    |

예를 들어, 뷰틸기, 보닐기, 사이클로헥실기 등의 특정 이름을 가지고 있는 다수의 분자형 또는 고리형 알케인이 존재한다. 탄화수소는 하전된 구조(양전하로 하전된 탄소 양이온 또는 음전하로 하전된 탄소 음이온)를 형성할 수 있다. 탄소 양이온은 종종 "-움(-um)"으로 명명된다. 예로는 트로필륨 양이온, 트라이페닐메틸 양이온, 사이클로펜타다이엔일 음이온 등이 있다.

### 할로젠을 포함하고 있는 작용기
할로알케인은 탄소-할로젠 결합에 의해 정의되는 분자들의 한 부류이다. 이 결합은 상대적으로 약하거나(아이오도알케인의 경우), 매우 안정적(플루오로알케인의 경우와 같이)일 수 있다. 일반적으로 플루오린화된 화합물들을 제외하고 할로알케인은 친핵성 치환 반응 또는 제거 반응을 쉽게 겪는다. 탄소에 대한 치환, 인접한 양성자의 산성도, 용매 조건 등은 모두 반응성에 영향을 줄 수 있다.
| 화합물 분류    | 작용기     | 화학식 | 구조식                       | 접두사    | 접미사                              | 예                               |
| -------------- | ---------- | ------ | ---------------------------- | --------- | ----------------------------------- | -------------------------------- |
| 할로알케인     | 할로기     | RX     | {\displaystyle {\ce {R-X}}}  | 할로-     | 알킬 할라이드 (할로젠화 알킬)       | 클로로에테인 (염화 에틸)         |
| 플루오로알케인 | 플루오로기 | RF     | {\displaystyle {\ce {R-F}}}  | 플루오로- | 알킬 플루오라이드 (플루오린화 알킬) | 플루오로메테인 (플루오린화 메틸) |
| 클로로알케인   | 클로로기   | RCl    | {\displaystyle {\ce {R-Cl}}} | 클로로-   | 알킬 클로라이드 (염화 알킬)         | 클로로메테인 (염화 메틸)         |
| 브로모알케인   | 브로모기   | RBr    | {\displaystyle {\ce {R-Br}}} | 브로모-   | 알킬 브로마이드 (브로민화 알킬)     | 브로모메테인 (브로민화 메틸)     |
| 아이오도알케인 | 아이오도기 | RI     | {\displaystyle {\ce {R-I}}}  | 아이오도- | 알킬 아이오다이드 (아이오딘화 알킬) | 아이오도메테인 (아이오딘화 메틸) |

### 산소를 포함하고 있는 작용기
C-O 결합을 가지고 있는 화합물은 sp 혼성 오비탈 산소(카보닐기)의 전자를 끌어당기는 효과 및 sp2 혼성 오비탈 산소(하이드록실기)의 공여 효과로 인해 C-O 결합의 위치 및 혼성 오비탈에 기초하여 각각 상이한 반응성을 갖는다.
| 화합물 분류        | 작용기             | 화학식               | 구조식                             | 접두사                                                                              | 접미사                  | 예                                              |
| ------------------ | ------------------ | -------------------- | ---------------------------------- | ----------------------------------------------------------------------------------- | ----------------------- | ----------------------------------------------- |
| 알코올             | 하이드록시기       | ROH                  | Hydroxyl                           | 하이드록시-                                                                         | -올                     | 메탄올                                          |
| 케톤               | 카보닐기           | RCOR'                | Ketone                             | -오일- (-COR') 또는 옥소- (=O)                                                      | -온                     | 뷰탄온 (메틸 에틸 케톤)                         |
| 알데하이드         | 카보닐기           | RCHO                 | Aldehyde                           | 폼일- (-COH) 또는 옥소- (=O)                                                        | -알                     | 아세트알데하이드 (에탄알)                       |
| 할로젠화 아실      | 할로폼일기         | RCOX                 | Acyl halide                        | 카보노플루오라이도일- 카보노클로라이도일- 카보노브로마이도일- 카보노아이오다이도일- | -오일 할라이드          | 염화 아세틸 (에탄오일 클로라이드)               |
| 탄산 에스터        | 탄산 에스터        | ROCOOR'              | Carbonate                          | (알콕시카보닐)옥시-                                                                 | 알킬 카보네이트         | 트라이포스젠 (비스(트라이클로로메틸)카보네이트) |
| 카복실산염         | 카복실산염         | RCOO−                | Carboxylate · Carboxylate          | 카복시-                                                                             | -산                     | 아세트산 나트륨 (에탄산 나트륨)                 |
| 카복실산           | 카복실기           | RCOOH                | Carboxylic acid                    | 카복시-                                                                             | -산                     | 아세트산 (에탄산)                               |
| 에스터             | 카보알콕시기       | RCOOR'               | Ester                              | 알카노일옥시- 또는 알콕시카보닐-                                                    | 알킬 알칸오에이트       | 뷰티르산 에틸 (부탄산 에틸)                     |
| 메톡시             | 메톡시기           | ROCH3                | Methoxy                            | 메톡시-                                                                             |                         | 아니솔 (메톡시벤젠)                             |
| 하이드로퍼옥사이드 | 하이드로퍼옥시기   | ROOH                 | Hydroperoxy                        | 하이드로퍼옥시-                                                                     | 알킬 하이드로퍼옥사이드 | 터트-뷰틸 하이드로퍼옥사이드                    |
| 퍼옥사이드         | 퍼옥시기           | ROOR'                | Peroxy                             | 퍼옥시-                                                                             | 알킬 퍼옥사이드         | 다이-터트-뷰틸 퍼옥사이드                       |
| 에터               | 에터               | ROR'                 | Ether                              | 알콕시-                                                                             | 알킬 에터               | 다이에틸 에터 (에톡시에테인)                    |
| 헤미아세탈         | 헤미아세탈         | R2CH(OR1)(OH)        | Hemiacetal                         | 알콕시 -올                                                                          | -알 알킬 헤미아세탈     |                                                 |
| 헤미케탈           | 헤미케탈           | RC(ORʺ)(OH)R'        | Hemiketal                          | 알콕시 -올                                                                          | -온 알킬 헤미케탈       |                                                 |
| 아세탈             | 아세탈             | RCH(OR')(OR")        | Acetal                             | 다이알콕시-                                                                         | -알 다이알킬 아세탈     |                                                 |
| 케탈 (또는 아세탈) | 케탈 (또는 아세탈) | RC(OR")(OR‴)R'       | Ketal                              | 다이알콕시-                                                                         | -온 다이알킬 케탈       |                                                 |
| 오쏘에스터         | 오쏘에스터         | RC(OR')(OR")(OR‴)    | Orthoester                         | 트라이알콕시-                                                                       |                         |                                                 |
| 헤테로고리         | 메틸렌다이옥시기   | PhOCOPh              | Methylenedioxy chemical structure. | 메틸렌다이옥시-                                                                     | -다이옥솔               | 1,2-메틸렌다이옥시벤젠 (1,3-벤조다이옥솔)       |
| 오쏘탄산 에스터    | 오쏘탄산 에스터    | C(OR)(OR')(OR")(OR‴) | Orthocarbonate ester               | 테트랄콕시-                                                                         | 테트라알킬 오쏘탄산     | 테트라메톡시메테인                              |
| 유기산 무수물      | 카복실산 무수물    | R1(CO)O(CO)R2        | Carboxylic anhydride               |                                                                                     | 무수물                  | 뷰티르산 무수물                                 |

### 질소를 포함하고 있는 작용기
이 범주에서 질소를 포함하고 있는 화합물은 아마이드의 경우에서와 같이 C-O 결합을 포함할 수 있다.
| 화합물 분류     | 작용기            | 화학식                              | 구조식                                                            | 접두사                                                               | 접미사                                       | 예                                                                                          |
| --------------- | ----------------- | ----------------------------------- | ----------------------------------------------------------------- | -------------------------------------------------------------------- | -------------------------------------------- | ------------------------------------------------------------------------------------------- |
| 아마이드        | 카복사마이드      | RCONR'R"                            | Amide                                                             | 카복사마이도- 또는 카바모일-                                         | -아마이드                                    | 아세트아마이드 (에탄아마이드)                                                               |
| 아민            | 1차 아민          | RNH2                                | Primary amine                                                     | 아미노-                                                              | -아민                                        | 메틸아민 (메탄아민)                                                                         |
| 아민            | 2차 아민          | R'R"NH                              | Secondary amine                                                   | 아미노-                                                              | -아민                                        | 다이메틸아민                                                                                |
| 아민            | 3차 아민          | R3N                                 | Tertiary amine                                                    | 아미노-                                                              | -아민                                        | 트라이메틸아민                                                                              |
| 아민            | 4차 암모늄 이온   | R4N+                                | Quaternary ammonium cation                                        | 암모니오-                                                            | -암모늄                                      | 콜린                                                                                        |
| 이민            | 1차 케티민        | RC(=NH)R'                           | Imine                                                             | 이미노-                                                              | -이민                                        |                                                                                             |
| 이민            | 2차 케티민        | {\displaystyle {\ce {RC(=NR'')R'}}} | Imine                                                             | 이미노-                                                              | -이민                                        |                                                                                             |
| 이민            | 1차 알디민        | RC(=NH)H                            | Imine                                                             | 이미노-                                                              | -이민                                        | 에탄이민                                                                                    |
| 이민            | 2차 알디민        | RC(=NR')H                           | Imine                                                             | 이미노-                                                              | -이민                                        |                                                                                             |
| 이미드          | 이미드            | (RCO)2NR'                           | Imide                                                             | 이미도-                                                              | -이미드                                      | 석신이미드 (피롤리딘-2,5-다이온)                                                            |
| 아자이드        | 아자이드          | RN3                                 | Organoazide                                                       | 아지도-                                                              | 알킬 아자이드                                | 페닐 아자이드 (아지도벤젠)                                                                  |
| 아조 화합물     | 아조 (다이이미드) | RN2R'                               | Azo.pngl                                                          | 아조-                                                                | -다이아젠                                    | 메틸 오렌지 (p-다이메틸아미노-아조벤젠설폰산)                                               |
| 사이안산염      | 사이안산염        | ROCN                                | Cyanate                                                           | 사이아네이토-                                                        | 알킬 사이아네이트                            | 메틸 사이아네이트                                                                           |
| 사이안산염      | 아이소사이안산염  | RNCO                                | Isocyanate                                                        | 아이소사이아네이토-                                                  | 알킬 아이소사이아네이트                      | 메틸 아이소사이아네이트                                                                     |
| 질산염          | 질산염            | RONO2                               | Nitrate                                                           | 나이트로옥시-, 나이트록시-                                           | 알킬 나이트레이트                            | 아밀 나이트레이트 (1-나이트로옥시펜테인)                                                    |
| 나이트릴        | 나이트릴          | RCN                                 | {\displaystyle {\ce {R-\!#N}}}                                    | 사이아노-                                                            | 알케인나이트릴 알킬 사이아나이드             | 벤조나이트릴 (페닐 사이아나이드)                                                            |
| 나이트릴        | 아이소나이트릴    | RNC                                 | {\displaystyle {\ce {R}}{-}{\overset {+}{{\ce {N}}}}{\ce {#C^-}}} | 아이소사이아노-                                                      | 알케인아이소나이트릴 알킬 아이소사이아나이드 | {\displaystyle {\ce {H3C}}{-}{\overset {+}{{\ce {N}}}}{\ce {#C^-}}} 메틸 아이소사이아나이드 |
| 아질산염        | 나이트로소옥시기  | RONO                                | Nitrite                                                           | 나이트로소옥시-                                                      | 알킬 나이트라이트                            | 아질산 아밀 (3-메틸-1-나이트로소옥시뷰테인)                                                 |
| 나이트로 화합물 | 나이트로기        | RNO2                                | Nitro                                                             | 나이트로-                                                            |                                              | 나이트로메테인                                                                              |
| 나이트로소      | 나이트로소        | RNO                                 | Nitroso                                                           | 나이트로소- (나이트로실-)                                            |                                              | 나이트로소벤젠                                                                              |
| 옥심            | 옥심              | RCH=NOH                             | Oxime                                                             |                                                                      | 옥심                                         | 아세톤 옥심 (2-프로파논 옥심)                                                               |
| 피리딘 유도체   | 피리딜기          | RC5H4N                              | 4-pyridyl group · 3-pyridyl group · 2-pyridyl group               | 4-피리딜 (피리딘-4-일) 3-피리딜 (피리딘-3-일) 2-피리딜 (피리딘-2-일) | -피리딘                                      | 니코틴                                                                                      |
| 카르밤산 에스터 | 카르밤산염        | RO(C=O)NR2                          | Carbamate                                                         | (-카르바모일)옥시-                                                   | -카르밤산                                    | 클로르프로팜 (아이소프로필 (3-클로로페닐)카르밤산)                                          |

### 황을 포함하고 있는 작용기
황은 주기율표에서 같은 16족인 산소보다 더 많은 결합을 형성하는 능력으로 인해 황을 포함하고 있는 화합물은 독특한 화학적 성질을 나타낸다. 황화물, 이황화물, 설폭사이드, 설폰의 경우 치환 명명법(표에서 접두사로 표시됨)이 작용기 부류 명명법(표에서 접미사로 표시됨)보다 선호된다.
| 화합물 분류               | 작용기                   | 화학식  | 구조식                | 접두사                                       | 접미사                        | 예                                                                                  |
| ------------------------- | ------------------------ | ------- | --------------------- | -------------------------------------------- | ----------------------------- | ----------------------------------------------------------------------------------- |
| 싸이올                    | 설프하이드릴기           | RSH     | Sulfhydryl            | 설파닐- (-SH)                                | -싸이올                       | 에테인싸이올                                                                        |
| 설파이드 (싸이오에터)     | 설파이드                 | RSR'    | Sulfide group         | 치환기 설파닐- (-SR')                        | 다이(치환기) 설파이드         | (메틸설파닐)메테인 (접두사) 또는 다이메틸 설파이드 (접미사)                         |
| 다이설파이드              | 다이설파이드             | RSSR'   | Disulfide             | 치환기 다이설파닐- (-SSR')                   | 다이(치환기) 다이설파이드     | (메틸다이설파닐)메테인 (접두사) 또는 다이메틸 다이설파이드 (접미사)                 |
| 설폭사이드                | 설피닐기                 | RSOR'   | Sulfinyl group        | -설피닐- (-SOR')                             | 다이(치환기) 설폭사이드       | (메테인설피닐)메테인 (접두사) 또는 다이메틸 설폭사이드 (접미사)                     |
| 설폰                      | 설포닐기                 | RSO2R'  | Sulfonyl group        | -설포닐- (-SO2R')                            | 다이(치환기) 설폰             | 메틸설포닐메테인 (접두사) 또는 다이메틸 설폰 (접미사)                               |
| 설핀산                    | 설피노기                 | RSO2H   |                       | 설피노- (-SO2H)                              | -설핀산                       | 2-아미노에테인설핀산                                                                |
| 설폰산                    | 설포기                   | RSO3H   | Sulfonyl group        | 설포- (-SO3H)                                | -설폰산                       | 벤젠설폰산                                                                          |
| 설폰산 에스터             | 설포기                   | RSO3R'  | Sulfonic ester        | (-설포닐)옥시- 또는 알콕시설포닐-            | R' R-설포네이트               | 메틸 트라이플루오로메테인설포네이트 또는 메톡시설포닐 트라이플루오로메테인 (접두사) |
| 싸이오사이안산염          | 싸이오사이아네이트       | RSCN    | Thiocyanate           | 싸이오사이아네이토- (-SCN)                   | 치환기 싸이오사이아네이트     | 페닐 싸이오사이아네이트                                                             |
| 싸이오사이안산염          | 아이소싸이오사이아네이트 | RNCS    | Isothiocyanate        | 아이소싸이오사이아네이토- (-NCS)             | 치환 아이소싸이오사이아네이트 | 알릴 아이소싸이오사이아네이트                                                       |
| 싸이오케톤                | 카보노싸이오일기         | RCSR'   | Thione                | -싸이오일- (-CSR') 또는 설파닐리덴- (=S)     | -싸이온                       | 다이페닐메테인싸이온 (싸이오벤조페논)                                               |
| 싸이알                    | 카보노싸이오일기         | RCSH    | Thial                 | 메테인싸이오일- (-CSH) 또는 설파닐리덴- (=S) | -싸이알                       |                                                                                     |
| 싸이오카복실산            | 카보싸이오 S-산          | RC=OSH  | Thioic S-acid         | 머캅토카보닐-                                | -싸이오 S-산                  | 싸이오벤조산 (벤조싸이오 S-산)                                                      |
| 싸이오카복실산            | 카보싸이오 O-산          | RC=SOH  | Thioic O-acid         | 하이드록시(싸이오카보닐)-                    | -싸이오 O-산                  |                                                                                     |
| 싸이오에스터              | 싸이오에스터             | RC=OSR' | Thiolester            |                                              | S-알킬-알케인-싸이오에이트    | S-메틸 싸이오아크릴레이트 (S-메틸 프로프-2-엔싸이오에이트)                          |
| 싸이오에스터              | 싸이오노에스터           | RC=SOR' | Thionoester           |                                              | O-알킬-알케인-싸이오에이트    |                                                                                     |
| 다이싸이오카복실산        | 카보다이싸이오산         | RCS2H   | Dithiocarboxylic acid | 다이싸이오카복시-                            | -다이싸이오산                 | 다이싸이오벤조산 (벤젠카보다이싸이오산)                                             |
| 다이싸이오카복실산 에스터 | 카보다이싸이오           | RC=SSR' | Dithioate             |                                              | -다이싸이오에이트             |                                                                                     |

### 인을 포함하고 있는 작용기
인은 주기율표에서 같은 15족 원소인 질소보다 더 많은 결합을 형성하는 능력으로 인해 인을 포함하고 있는 화합물은 독특한 화학적 특성을 나타낸다.
| 화합물 분류       | 작용기     | 화학식                               | 구조식               | 접두사                                                                 | 접미사                                                               | 예                                                                    |
| ----------------- | ---------- | ------------------------------------ | -------------------- | ---------------------------------------------------------------------- | -------------------------------------------------------------------- | --------------------------------------------------------------------- |
| 포스핀 (포스페인) | 포스피노기 | R3P                                  | A tertiary phosphine | 포스파닐-                                                              | -포스페인                                                            | 메틸프로필포스페인                                                    |
| 아인산            | 포스포노기 | {\displaystyle {\ce {RP(=O)(OH)2}}}  | Phosphono group      | 포스포노-                                                              | 치환기 포스폰산                                                      | 벤질포스폰산                                                          |
| 인산              | 인산기     | {\displaystyle {\ce {ROP(=O)(OH)2}}} | Phosphate group      | 포스포노옥시- 또는 O-포스포노- (포스포-)                               | 치환기 인산                                                          | 글리세르알데하이드 3-인산 (접미사)                                    |
| 인산              | 인산기     | {\displaystyle {\ce {ROP(=O)(OH)2}}} | Phosphate group      | 포스포노옥시- 또는 O-포스포노- (포스포-)                               | 치환기 인산                                                          | O-포스포노콜린 (접두사) (포스포콜린)                                  |
| 포스포다이에스터  | 인산기     | HOPO(OR)2                            | Phosphodiester       | [(알콕시)하이드록시포스포릴]옥시- 또는 O-[(알콕시)하이드록시포스포릴]- | 다이(치환기) 하이드로젠 포스페이트 또는 포스포산 다이(치환기) 에스터 | DNA                                                                   |
| 포스포다이에스터  | 인산기     | HOPO(OR)2                            | Phosphodiester       | [(알콕시)하이드록시포스포릴]옥시- 또는 O-[(알콕시)하이드록시포스포릴]- | 다이(치환기) 하이드로젠 포스페이트 또는 포스포산 다이(치환기) 에스터 | O‑[(2‑구아니디노에톡시)하이드록시포스포릴]‑l‑세린 (접두사) (롬브리신) |

### 붕소를 포함하고 있는 작용기
붕소를 포함하고 있는 화합물들은 부분적으로 채워진 옥텟을 갖고 따라서 루이스 산으로 작용하기 때문에 독특한 화학적 특성을 나타낸다.
| 화합물 분류   | 작용기     | 화학식  | 구조식 | 접두사                      | 접미사                            | 예                                                                   |
| ------------- | ---------- | ------- | ------ | --------------------------- | --------------------------------- | -------------------------------------------------------------------- |
| 보론산        | 보로노     | RB(OH)2 |        | 보로노-                     | 치환기 보론산                     | 페닐보론산                                                           |
| 보론산 에스터 | 보로네이트 | RB(OR)2 |        | O-[비스(알콕시)알킬보로닐]- | 치환기 보론산 다이(치환기) 에스터 |                                                                      |
| 보린산        | 보리노     | R2BOH   |        | 하이드록시보리노-           | 다이(치환기) 보린산               |                                                                      |
| 보린산 에스터 | 보리네이트 | R2BOR   |        | O-[알콕시다이알킬보로닐]-   | 다이(치환기) 보린산 치환기 에스터 | 다이페닐보린산 2-아미노에틸 에스터 (2-아미노에톡시다이페닐 보레이트) |

### 금속을 포함하고 있는 작용기
| 화합물 분류           | 화학식                   | 접두사             | 접미사             | 예                                            |
| --------------------- | ------------------------ | ------------------ | ------------------ | --------------------------------------------- |
| 알킬리튬              | RLi                      | (트라이/다이)알킬- | -리튬              | 메틸리튬                                      |
| 알킬마그네슘 할라이드 | RMgX (X=Cl, Br, I)[주 1] | (트라이/다이)알킬- | -마그네슘 할라이드 | 메틸마그네슘 클로라이드                       |
| 알킬알루미늄          | Al2R6                    | (트라이/다이)알킬- | -알루미늄          | 트라이메틸알루미늄                            |
| 실릴 에터             | R3SiOR                   | (트라이/다이)알킬- | -실릴 에터         | 트라이메틸실릴 트라이플루오로메테인설포네이트 |

주 1  플루오린은 마그네슘과 결합하기에는 전기 음성도가 너무 크다. 대신에 염이 된다.

### 라디칼 또는 부분에 대한 명칭
이들 명칭은 부분 그 자체 또는 라디칼 종을 지칭하고 또한 더 큰 분자에서 할로젠화물 및 치환기의 명칭을 만드는 데 사용된다.
모체 탄화수소가 불포화될 때, 접미사 "-일(-yl)", "-일리덴(-ylidene)", 또는 "-일리다인(-ylidyne)"은 "-에인(-ane)"을 대체한다(예 "에테인(ethane)"은 "에틸(ethyl)"이 됨). 그렇지 않으면 접미사는 마지막의 "-e"만 대체한다(예: "에타인(ethyne)"은 "에틴일(ethynyl)"이 됨).
부분을 지칭하는 데 사용될 때 여러 개의 단일 결합은 한 개의 다중 결합과 다르다. 예를 들어, 메틸렌 브릿지(메테인다이일)는 2개의 단일 결합을 가지는 반면, 메틸렌기(메틸리덴)은 1개의 이중 결합을 갖는다. 메틸리다인(삼중 결합), 메틸리릴리덴(단일 결합과 이중 결합), 메테인트라이일(3개의 이중 결합)에서와 같이 접미사를 결합시킬 수 있다.
메테인다이일에 대한 메틸렌, 페닐-1,x-다이일에 대한 1,x-페닐렌(여기서, x는 2, 3 또는 4임), 메틸리다인에 대한 카르빈, 트라이페닐메틸에 대한 트라이틸과 같이 일부 유지된 이름들도 있다.
| 화합물 분류          | 작용기 | 화학식   | 구조식 | 접두사 | 접미사    | 예                 |
| -------------------- | ------ | -------- | ------ | ------ | --------- | ------------------ |
| 단일 결합            |        | R•       |        | Ylo-   | -일       | 메틸기 메틸 라디칼 |
| 이중 결합            |        | R:       |        | ?      | -일리덴   | 메틸리덴           |
| 삼중 결합            |        | R⫶       |        | ?      | -일리다인 | 메틸리다인         |
| 카복실산 아실 라디칼 | 아실기 | R−C(=O)• |        | ?      | -오일     | 아세틸기           |

## 같이 보기
- 분류:작용기
- 그룹기여 방법